# Коефіцієнт фільтрації гірських порід
Коефіціє́нт фільтра́ції гірськи́х порі́д — коефіцієнт пропорційності у рівнянні Дарсі, значення якого залежить від порової структури гірської породи, густини і в'язкості фільтрувальної рідини. Характеризує ступінь проникності (водопроникності) гірських порід, яка залежить від розмірів міжпорових проміжків в зернистих породах і ширини тріщин у скельних гірських породах; його значення дорівнює швидкості ламінарної фільтрації рідини через гірську породу за умови, коли напірний градієнт дорівнює одиниці:
{\displaystyle k_{\Phi }={\frac {\rho g\nu L}{\Delta p}}={\frac {QL}{F\Delta p}}\rho g},
де ρ — густина рідини; g — прискорення вільного падіння; v — швидкість фільтрації; Q — витрата рідини; L — довжина пористого тіла; F — площа фільтрації; ∆р — перепад тиску.
Коефіцієнт фільтрації має розмірність швидкості і виражається в метрах за добу, метрах за годину, метрах за секунду або сантиметрах в секунду.
Для орієнтовних характеристик коефіцієнтів фільтрації основних літологічних відмін гірських порід можуть бути використані такі дані (табл.).
| Порода                | Коефіцієнт фільтрації kф, м/добу | Порода                  | Коефіцієнт фільтрації kф, м/добу |
| --------------------- | -------------------------------- | ----------------------- | -------------------------------- |
| Глини                 | 0,001—0,01                       | Пісок середньозернистий | 5—15                             |
| Суглинки              | 0,01—0,1                         | Пісок крупнозернистий   | 15—50                            |
| Супіски               | 0,1—0,5                          | Пісок з галькою         | 50—100                           |
| Пісок глинястий       | 0,5—1,0                          | Галечники               | 100—200                          |
| Пісок дрібнозернистий | 1—5                              |                         |                                  |

При гідрогеологічних дослідженнях конкретні значення коефіцієнтів фільтрації отримують в результаті проведення дослідно-фільтраційних і лабораторних робіт.
Коефіцієнт фільтрації може також бути виражений як витрата, відповідно, тоді його можна охарактеризувати як кількість води, що проходить за одиницю часу через поперечний перетин пористого середовища, що дорівнює одиниці, при напірному градієнті, що також дорівнює одиниці.
Коефіцієнт фільтрації залежить не лише від властивостей пористого середовища, але й також від фізичного стану рідини, що фільтрується.
Коефіцієнт фільтрації широко використовується при розв'язанні самих різноманітних гідрогеологічних задач, коли об'єктом вивчення є рух однорідних за своїми властивостями підземних вод. При вивченні умов руху різнорідних рідин (вода — нафта) або підземних вод глибоких водоносних горизонтів, що характеризуються газонасиченістю, підвищеною температурою, високою мінералізацією та змінюванням цих властивостей, використання коефіцієнта фільтрації може привести при розрахунках до значних похибок. Наприклад, коефіцієнт фільтрації однієї й тієї ж гірської породи приймає різні значення в залежності від того, що фільтрується: прісна вода або ропа, нафта або газ. В таких випадках для характеристики фільтраційних властивостей гірських порід використовується коефіцієнт проникності.
Коефіцієнт фільтрації визначається експериментально, зокрема, за допомогою приладу Г.Тіме.